# Foundation (boekenreeks)
De Foundation-serie is een sciencefiction-boekenreeks van de Amerikaanse schrijver Isaac Asimov. De reeks bestaat uit zeven delen.

## Geschiedenis en samenvatting
De eerste drie boeken, bekend als de "Foundation-trilogie", werden ontwikkeld uit een reeks oorspronkelijk korte verhalen gepubliceerd in sf-pulptijdschriften in de jaren 40. Begin jaren 50 werden ze gebundeld en uitgegeven in drie boeken:
- De Foundation (Foundation)
- De Foundation en het Imperium (Foundation and Empire)
- De Tweede Foundation (Second Foundation)

Later is de reeks door Asimov uitgebreid met:
- Hoeksteen van de Foundation (Foundation's Edge, 1982)
- De Foundation en Aarde (Foundation and Earth, 1986)
- Prelude op de Foundation (Prelude to Foundation, 1988)
- De Foundation: Voorwaarts (Forward the Foundation, 1993)

De serie gaat over de ondergang van het Galactische Imperium. De enige die dit voorziet is de psychohistoricus Hari Seldon. Seldon heeft namelijk via de door hem ontwikkelde psychohistorie (het voorspellen van de toekomst met behulp van wiskundige formules en statistische berekeningen) berekend dat het Imperium uiteen zal vallen, en dat een periode van 30.000 jaar chaos en oorlog zal komen voor een Tweede Imperium gesticht wordt. Seldon ontwikkelt een plan om dit interregnum te verkorten tot 1.000 jaar.
De serie is sterk beïnvloed door de geschiedenis van de val van het Romeinse Rijk zoals verhaald door Edward Gibbon in "Decline and fall of the Roman Empire".

## De boeken in chronologische volgorde van de verhalen

### Prelude op de Foundation
Seldon arriveert op Trantor, de bruisende hoofdstedelijke planeet van het Galactische Imperium dat op dat moment ongeveer al 10.000 jaar bestaat, om daar te doceren aan de Streeling Universiteit. Op dat moment ontwikkelt Seldon zijn theorie aan de hand van zijn berekeningen, die uitwijst dat het Imperium onherroepelijk ten onder aan het gaan is. Een journalist, Chetter Hummin, waarschuwt hem dat premier Eto Demerzel hem wil gevangennemen om zijn berekeningen in zijn voordeel te gebruiken. Seldon wordt voorgesteld aan zijn toekomstige vrouw Dors Venabili en vlucht heel Trantor over. Seldon ontmoet verder zijn toekomstige adoptiezoon Raych en zijn partner Yugo Amaryl. Uiteindelijk blijkt Hummin in feite Eto Demerzel te zijn, die eigenlijk zelf een robot is die luistert naar de naam R. Daneel Olivaw.

### De Foundation: Voorwaarts
Na de verdwijning van Demerzel wordt Seldon door keizer Cleon I tot premier benoemd, een post die hij tien jaar lang bekleedt. Cleon wordt echter vermoord door een verknipte tuinman en een junta wordt geïnstalleerd. Seldon verliest al zijn familie en kinderen: Dors sterft in een poging hem te beschermen tegen een moordenaar, Raych komt om in een opstand op Santanni, Amaryl overlijdt. Slechts zijn kleindochter Wanda blijft over, en zij zal uiteindelijk de Tweede Foundation stichten.
Net zoals bij Seldon is ook de gezondheid van het Imperium tanende. De rebellie op Santanni is slechts een voorteken, en al snel scheidt de rijke buitenprovincie Anacreon zich af. De junta wordt afgewisseld door een soort constitutionele monarchie met een parlement van 8000 man en een kind-keizer. Seldon werkt aan zijn plan en sticht uiteindelijk de Foundation: een kleine groep geleerden die naar de afgelegen planeet Terminus emigreert, schijnbaar om een encyclopedie te maken, feitelijk de aanzet tot het Tweede Imperium. Met Wanda sticht Seldon de Tweede Foundation als "back-up".

### De Foundation
Dit was feitelijk het eerste boek in de Foundation-serie, en beschrijft de worsteling van de Foundation in de eerste 175 jaar van zijn bestaan. Seldon voorzag dat zich "Seldoncrises" zouden voordoen: beslispunten in de geschiedenis van de Foundation, die uiteindelijk tot de stichting van het Tweede Imperium zouden leiden. Tijdens de eerste Seldoncrisis, veroorzaakt door de bedreiging van de Foundation op Terminus door het Koninkrijk Anacreon, onthult een holografische projectie van Seldon de encyclopedisten het ware doel van de Foundation. 
De eerste twee crises worden bezworen door Salvor Hardin, de burgemeester van Terminus-City. Het ambt van burgemeester ontwikkelt zich tot de facto staatshoofd. De vier koninkrijken worden technologisch afhankelijk van de Foundation gemaakt, en uiteindelijk ingelijfd. Ditzelfde geldt ook voor de Republiek Korell. Hoewel de Foundation nog geen grote mogendheid is, is hij op de goede weg.

### De Foundation en het Imperium
Ruim tweehonderd jaar na de stichting van de Foundation en de dood van Seldon wordt de Foundation bedreigd door de restanten van het Eerste Keizerrijk. Cleon II, de laatste krachtige keizer, verneemt van het bestaan van een sterke en technologisch geavanceerde politieke entiteit in de omgeving van de voormalige provincie Anacreon. Hij stuurt generaal Bel Riose met een vloot richting Terminus om de 'afvallige provincie' en omringende gebieden te her-annexeren voor het Keizerrijk, en de kleine vloot van de Foundation wordt al snel op de vlucht gejaagd. Riose vraagt om extra versterkingen om eens en voor altijd met de Foundation af te rekenen, en weigert een poging tot omkoping.
Plotseling wordt de aanval echter afgebroken en Riose wordt teruggeroepen naar Trantor en gearresteerd. De keizer was bang dat de generaal te machtig werd. Dit was door Seldon voorzien: als de keizer sterk was en de generaal zwak, zou de generaal de oorlog niet winnen. Dit zou ook gelden als beiden zwak waren. Als de keizer zwak was en de generaal sterk, zou de generaal geen tijd aan een oorlog verspillen en zelf de keizer omverwerpen. En als beiden sterk waren, zou de keizer de generaal afzetten. Hoe dan ook, de Foundation wint.
Enkele decennia later is Trantor geplunderd en is het Imperium vervallen tot een losse unie van 20 landbouw-planeetjes, geregeerd door een dwaze oude man, Dagobert IX. De Foundation beheerst grote delen van de Galaxis door zijn handelsnetwerk, maar is gecorrumpeerd. Het burgemeesterschap is erfelijk geworden na een staatsgreep en de huidige burgemeester, Indbur III, is een waardeloze nietsnut. Er dreigt een burgeroorlog tussen de overheid en de onafhankelijke handelaren.
Maar dan staat een dreiging op die niet door Seldon is voorzien: het Muildier. Het Muildier is een mutant die menselijke emoties kan beïnvloeden en hen zo kan leiden. Bliksemsnel verovert hij de planeet Kalgan en valt de Foundation aan. De Foundation leidt nederlaag na nederlaag en wordt bezet en ingelijfd. Het Muildier probeert ook de Tweede Foundation te vinden maar faalt.

### De Tweede Foundation
Centraal in dit boek staat de zoektocht naar de mysterieuze Tweede Foundation. Deze was door Seldon als "back-up" opgericht, mocht de Eerste Foundation falen. De Tweede Foundation is opgebouwd uit paranormalen, en is gevestigd op "Star's End". Hoewel voortgekomen uit hetzelfde Seldon-plan, ziet de Eerste Foundation de Tweede als een concurrent.
In het eerste deel volgt het verhaal de zoektocht van Het Muildier naar de Tweede Foundation. Inmiddels heeft hij een eigen rijk gesticht dat 10% van de Melkweg omvat, en hij wil nu deze concurrent eens en voor altijd uitschakelen. Zijn zoektocht leidt tot een confrontatie met de Tweede Foundation op de ijskoude planeet Rossum. Daar laat hij heel even zijn psychische defensie zakken, en de Spreker van de Tweede Foundation dringt zijn brein binnen en dooft daar alle verlangens naar expansie en verovering uit. Het Muildier leidt nog tien jaar zijn rijk in vrede tot hij op jonge leeftijd overlijdt.
In het tweede deel, zestig jaar later, gaat de herrezen Foundation op zoek naar de Tweede Foundation. Hier tussendoor speelt een oorlog met Kalgan, de rompstaat die eens het rijk van het Muildier was. De Foundation treft uiteindelijk 50 mensen met speciale krachten aan op Terminus en verklaart dat de Tweede Foundation op Terminus was.
De Tweede Foundation werd in werkelijkheid niet gevonden, blijkt uit de laatste regels van het boek, maar was gevestigd op Trantor. Trantor, het vroegere intellectuele en politieke hart van het Melkweg-imperium is namelijk "het eind van de sterren" omdat alle (sterren)wegen naar Trantor leidden.

Het oude Imperiaalse gezegde: "All roads lead to Trantor, and that's where all Stars End " bevatte dus eigenlijk een hint omtrent de verblijfplaats van de Tweede Foundation, alleen heeft niemand ooit de link tussen Seldon's woordgrap en het gezegde weten te leggen.

### Hoeksteen van de Foundation
Golan Trevize, Raadslid van Terminus, wordt 500 jaar na de stichting van de Foundation, op een zoektocht gestuurd naar de Tweede Foundation door burgemeester Branno. Dit was een politieke zet: ze probeert haar politieke tegenstander op deze manier te verbannen.
De zoektocht leidt naar de planeet Gaia: een wereld waarop alle organismen een collectief bewustzijn vormen. Vrij snel daarna komt Trevize klem te zitten tussen de Eerste Foundation, de Tweede Foundation en Gaia. Trevize kiest voor Gaia, omdat hij bang is dat de Eerste Foundation de fouten van het Eerste Imperium zal herhalen, en de Tweede Foundation ten onder zal gaan in cijfers. Een levende galaxis is de oplossing. Via veranderingen in hun gedachten weet Gaia zowel de Eerste als de Tweede Foundation wijs te maken dat ze een overwinning hebben behaald en dat Gaia niet bestaat.

### De Foundation en Aarde
Golan Trevize probeert met Janov Pelorat en de Gaiaanse Suri Blissenobiarella de legendarische Aarde te vinden. Vanuit daar is de Galaxis immers gekoloniseerd, maar niemand weet na tienduizenden jaren meer precies waar de Aarde zich precies bevindt. Trevize zoekt de Aarde om zijn keuze voor een levende geïntegreerde Galaxis voor zichzelf te bevestigen.
De zoektocht leidt naar de 50 zogenaamde Ruimter-werelden: werelden die door de eerste kolonistengolf (Ruimters) zijn gekoloniseerd. Deze Ruimters maakten intensief gebruik van genetische manipulatie en robots, waardoor ze veel langer leefden dan de gemiddelde mens. Ze werden echter overvleugeld door de tweede kolonistengolf, de "Blijvers", die uiteindelijk het Imperium zouden stichten.
Op Melpomenia is de atmosfeer verdwenen, op Aurora treffen ze slechts verwilderde honden aan. Op Solaria treffen ze Solarianen aan: nazaten van Ruimters die zich genetisch hebben gemodificeerd. Ze zijn hermafrodiet en telekinetisch. Van Solaria nemen ze een kind, Fallom, mee.
Ten slotte bereiken ze de Aarde maar deze is radioactief besmet. Op de Maan ontmoeten ze een oude bekende: R. Daneel Olivaw. Daneel bevestigt de keuze voor Galaxia, een levende Galaxis waarin Ruimters, Blijvers, mutanten en wellicht zelfs aliens kunnen integreren in een collectief bewustzijn. De reden hiervoor is de derde en niet-gedefinieerde regel van de Psychohistorie; de mens is het enige intelligente wezen in het heelal. Als er dus aliens uit een andere melkweg de mensheid komen bezoeken, komt het Seldon-plan te vervallen en zal de mensheid weer in chaos belanden. Een intelligent netwerk als Gaia beschermt hier tegen doordat geen mens er iets voor voelt een ander kwaad te doen.
Om Gaia echter te realiseren komt Daneel tijd tekort. Zijn brein is gedurende duizenden jaren steeds verder uitgebreid en daardoor steeds instabieler geworden. De enige optie om het nog enkele eeuwen vol te houden is door zijn brein te verenigen met dat van Fallom.

### Het einde?
Asimov overleed voor hij de Foundationreeks kon afmaken. Het is aannemelijk dat deze nog onvoltooid is gebleven: het laatste deel eindigt slechts halverwege de duizend jaren en veel vragen blijven nog open. Zal Galaxia, de oplossing van Gaia, daadwerkelijk gerealiseerd worden? Of wordt het Tweede Imperium een rijk gegrondvest op militaire macht gemodelleerd naar de Eerste Foundation? Of wint de Tweede Foundation en wordt het nieuwe Imperium gebaseerd op psychische gaven? Asimov dacht tevens aan de introductie van aliens die het Seldonplan zouden kunnen verstoren. En Fallom zou misschien zich in een kwaadaardige richting kunnen ontwikkelen om een tweede en veel gevaarlijker versie van Het Muildier te worden. Wel wordt gesuggereerd dat er in een of andere vorm uiteindelijk een Tweede Imperium tot stand is gebracht.

## Personen
- Hari Seldon, psychohistoricus, bedenker van het Seldonplan, stichter van de Eerste en Tweede Foundation;
- R. Daneel Olivaw a.k.a. Eto Demerzel, robot en "beschermengel" van de Melkweg gedurende twintigduizend jaar;
- Salvor Hardin, burgemeester van Terminus-stad die de eerste Seldoncrisis bezwoer;
- Hober Mallow, bezweerder van de derde Seldoncrisis;
- Bel Riose, generaal in het keizerlijk leger. Hij was gebaseerd op Belisarius;
- Het Muildier a.k.a. Magnifico, een mutant die zijn speciale psychische gaven misbruikt voor het verwerven van macht. Hij is gebaseerd op Karel de Grote;
- Golan Trevize, raadslid wiens politieke verbanning uitloopt op een zoektocht naar de Aarde;
- Blissenobiarella (Bliss), Gaiaanse;
- Ebling Mis, geleerde die de locatie van de Tweede Foundation ontdekte, maar werd gedood voor hij dit aan het Muildier kon onthullen.

## Prequels
Een Second Foundation-trilogie (prequels) werd na de dood van Asimov geschreven door drie auteurs, met toelating van de erfgenamen van Asimov. Deze omvatten:
- Foundation's angst (Foundation's Fear) (1997) van Gregory Benford
- Foundation en chaos (Foundation and Chaos) (1998) van Greg Bear
- De verborgen Foundation (Foundation's Triumph) (1999) door David Brin